# Caligola e Messalina
Caligola e Messalina è un film del 1982, coproduzione italo-francese, diretto da Bruno Mattei e Antonio Passaglia che firmarono la regia utilizzando gli pseudonimi Vincent Dawn e Anthony Pass.

## Trama
Roma, I secolo Messalina cerca di diventare la favorita dell'imperatore Caligola, spietato e sanguinario, per diventare la sua consigliera e prendere il potere. Antonia dal canto suo cerca di far assurgere il figlio Claudio al potere con una congiura. Alla fine Caligola, dopo le sue stravaganze al Senato, verrà coinvolto in una congiura del Senato dove troverà la morte.

## Distribuzione
Il film fu distribuito nel 1982 con il divieto ai minori di 18 anni. Nel 2000 il divieto è stato modificato per i minori di anni 14.
Il lungometraggio fu distribuito in Francia con il titolo Caligula et Messaline con il supporto del regista Jean-Jacques Renon e distribuito nei paesi anglofoni con il titolo Caligula and Messalina.

## Colonna sonora
La colonna sonora del film è stata realizzata su musiche composte orchestrate e dirette da Giacomo Dell'Orso ed interpretate da Edda Dell'Orso.

## Riedizione
Nel 2022 è stato realizzato il Blu-ray del film originale senza censure della durata di 96 minuti.